# Otostigmus kivuensis
Otostigmus kivuensis är en mångfotingart som först beskrevs av Dobroruka 1968.  Otostigmus kivuensis ingår i släktet Otostigmus och familjen Scolopendridae. Inga underarter finns listade i Catalogue of Life.